# Pericei
Pericei es una comuna ubicada en el distrito de Sălaj, Rumania.

## Superficie
Posee una superficie de 59,60 kilómetros cuadrados.

## Demografía
Hasta 2021 la población era de 3497 habitantes, con una densidad de población de 58,67 habitantes por kilómetro cuadrado.